# Coín
Coín es un municipio y ciudad de España, en la provincia de Málaga, comunidad autónoma de Andalucía. Está situado en el Valle del Guadalhorce, a unos 33 km al oeste de la capital provincial y a unos 30 al norte de Marbella. Coín es la cabeza del partido judicial homónimo. Cuenta con una población de 25 809 habitantes (INE 2024).
Su término municipal tiene una superficie de 2 km² y limita con los municipios de Monda, Guaro, Alozaina, Casarabonela, Pizarra, Cártama, Alhaurín el Grande, Ojén y Mijas. 
La economía del municipio ha estado basada tradicionalmente en la agricultura, coexistiendo con la minería del mármol existente desde los tiempos romanos y la cerámica. No obstante, el turismo, la construcción y la hostelería han sustituido a la antigua industria ceramista, aunque aún quedan varias canteras de donde se extrae mármol, dolomita y arena para construcción básicamente.
Actualmente presenta un gran crecimiento empresarial dada la gran proximidad con la capital, Málaga, como con la costa del sol. Fruto de ese crecimiento nació la Asociación de empresarios y autónomos Coín Emprende, en cuyo seno se encuentran más de 200 empresas y autónomos.

## Toponimia
El origen del término Coín no es una cuestión resuelta de manera definitiva, ya que bien pudiera derivarse de una reducción fonética progresiva de Castro Dzaquan (quizás de origen romance), o según otra teoría emitida por el estudioso Virgilio Martínez Enamorado, relaciona o puso en conocimiento la existencia de una estirpe o familia bereber de Córdoba durante el siglo IX, que eran conocidos con el antropónimo Banu Dhakuam. Ambas teorías son verosímiles, aunque ninguna está certificada con rotunda seguridad. Lo que sí parece descartado por los especialistas es que son inviables técnicamente algunas denominaciones que ha recibido esta localidad, fruto de algunos escritos pretéritos. Díganse los términos Succubo, Lacibis, Alizcuán o Al-Cohine.

## Geografía
Coín se halla en el centro del Valle del Guadalhorce por lo que constituye un punto estratégico en la provincia de Málaga, ya que equidista de la Costa del Sol, Antequera, la capital, Serranía de Ronda y la Sierra de las Nieves.
Debido a la inmigración y a una subida de la natalidad en la región, Coín ha visto incrementada su población notablemente, teniendo así 17.900 habitantes en 1991 y 20.551 en 2006.

### Situación
| Noroeste: Alozaina    | Norte: Casarabonela y Cártama | Noreste: Pizarra                   |
| Oeste: Monda y Guaro  |                               | Este: Cártama y Alhaurín el Grande |
| Suroeste Monda y Ojén | Sur: Mijas y Ojén             | Sureste: Mijas                     |

## Historia
Los primeros asentamientos situados en el término municipal de Coín son los estudiados por los profesores Fernández, Márquez y Ferrer entre otros, en los alrededores de los ríos Grande, Pereila(s) y Nacimiento, datados en épocas Paleolíticas, Neolíticas y de los Metales. En Coín se pueden encontrar vestigios de la época del Paleolítico, de la Edad del Bronce y del Cobre. El primer vestigio arqueológico conocido se remonta a la Prehistoria, periodo en el que se conocen los primeros vestigios arqueológicos locales. Destacan el Cerro de Ardite, Cerro Carranque y Llano de la Virgen todos de la Edad del Cobre y el último declarado Bien de Interés Cultural.En Coín es el denominado "Taller de Ardite", lugar donde se extraían minerales y se fabricaban utensilios, tanto en el Paleolítico como en la Edad del Cobre y del Bronce. Dos yacimientos Cerro Carranque y Llano de la Virgen, catalogado como Bien de Interés Cultural, destacan en la Edad de los Metales, y este último abarca todo el segundo milenio antes de nuestra Era. Del paso del mundo prehistórico al histórico, el yacimiento del Cerro del Aljibe y su entorno son testigos excepcionales. En él, se ha encontrado cerámica, que sin duda es de procedencia romana y construcciones que podrían ser anteriores y que podrían corresponder al pueblo Íbero, ya que comparte características con construcciones similares realizadas por Íberos en Córdoba y Málaga (sin embargo, no se puede confirmar la creación de las mismas por este pueblo). Estas construcciones, se tratan de "muretes" de piedra colocadas en seco, que podían ser utilizados para contener la tierra o incluso, como método defensivo, teniendo en cuenta que se establecen en el lado más accesible del complejo. Su cronología va desde el Calcolítico al siglo I después de nuestra Era, incluyendo vestigios griegos, fenicios, íberos y romanos. La civilización romana está representada ampliamente por utensilios y cerámicas encontradas por todo el término municipal, sin embargo, no puede afirmarse que Coín haya sido municipio romano. De época visigótica parece ser el yacimiento del Cerro de las Calaveras, lugar de enterramiento individuales en fosa alargada.

### Edad Media
Los primeros vestigios construidos en el espacio urbanístico conocido como Coín y que hoy día se mantienen pertenecen a pobladores mozárabes: un espectacular monasterio excavado en la roca conocido como las cuevas rupestres, probablemente construido entre los siglos VIII y X, que hacen entender una habitabilidad en el núcleo urbano previa a la fundación. Un conjunto de cinco huecos excavados en la roca de los que los tres centrales se comunican entre sí y los dos laterales tienen acceso independientemente. El conjunto está vertebrado en torno a las tres naves centrales, siendo una de ellas la que constituiría la iglesia. En este hueco se puede diferenciar la entrada, la nave de la iglesia y el ábside cuadrangular, cuya cubierta pretende imitar una bóveda de medio cañón. Este conjunto rupestre hubo de ser en su tiempo un monasterio suburbano, lo que denota la existencia de una comunidad mozárabe organizada y de cierta importancia.
También parece confirmado que el castillo de Coín tuvo un papel importante en la lucha interna que supuso la rebelión de Omar Ben Hafsún, de ahí la posible construcción de la plaza fuerte mandada construir por Abderramán III, probablemente posterior a la existencia de las cuevas antes comentadas, según el estudioso Gallero. A partir de este momento Dakwan parece iniciar su época de esplendor. En 1330, el año de la toma de Teba por los cristianos, es sede judicial y probablenente por ello también capital administrativa de la Algarbía (región occidental) de Málaga, situación esta que muy probablemente se mantuvo hasta finales del siglo XV. Es también en los siglos XIV y XV cuando los autores musulmanes (Ibn Battuta, Ibn al-Jatib) fraguan la imagen geográfica de la excelencia natural de Dakwan -abundancia de aguas, exuberante vegetación, bondad de clima- que ya no cesará de repetirse a lo largo de su historia.

### Edad Moderna
En el siglo XV el cerco cristiano se estrecha sobre el Reino Nazarí de Granada. En cuanto Benamequiz, era una alquería que fue prácticamente arrasada por las tropas cristianas. Ejército que tomó Coín o Castro Dzaquan a finales de abril de 1485, el día 27 concretamente, según algún cronista. Nace el Coín cristiano. No obstante su cercanía a Málaga, conservó durante mucho tiempo una autonomía y organización aparte de la malagueña, no incluyéndose en el término de Málaga, uno de los más extensos del nuevo Reino de Granada, por lo que su repoblación y regimiento fueron independientes de los de Málaga. Dos años y medio después de la conquista se inicia el reparto de tierras y la repoblación, pensada inicialmente para 300 vecinos, pero que finalmente ascendió a 450. Los problemas suscitados por los repartidores motivan que a mediados de 1491 tenga que reformarse el Repartimiento.
El gobierno municipal en Coín se rigió entre 1505 y 1623 por un sistema basado en la "mitad de oficios" entre el estado noble y el estado llano o plebeyo. Desde el siglo XVI Coín ofrece un lento pero constante aumento de población. Andrea Navaggero en su "Viaje por España" (1524-1526) lo cita entre la relación de pueblos más destacados de Andalucía. Uno de los personajes más importantes que habitaron en la Villa de Coín durante estos años fue Bernardo Pérez de Vargas, quien escribió aquí gran parte de las páginas de sus obras Los cuatro libros del caballero Don Cirongilio de Tracia (Sevilla, 1545), La Fábrica del Universo (Toledo, 1563) y De re metallica (Madrid, 1569). En 1586 tiene 500 vecinos (es decir, "pecheros", personas que pagan impuestos), cifra solo superada en la provincia por Málaga, Antequera, Vélez-Málaga, Ronda y Marbella; 580 vecinos en 1594; 603 vecinos en 1717; 6237 habitantes en 1752 según la pesquisa de Ensenada y 6639 según el censo de Floridablanca, datos relativos pero muy aproximados.
El siglo XVII supone el afianzamiento de la Edad Moderna en Coín. 1632 es el año de la compra su jurisdicción al Rey, eximiéndose así de la de Málaga, pero el pago no se hará efectivo hasta 1696. Entre 1632 y 1649 diecisiete vecinos compran al rey otros tantos regimientos perpetuos, cargos que se anularon por orden real en 1650 por los daños y perjuicios causados al vecindario. Esta medida fue el inicio de una serie de desórdenes que culminan con la elección fraudulenta de dos delincuentes como alcaldes y con la muerte del Corregidor de Vélez, enviado para aclarar la situación, y de uno de los alcaldes. Como consecuencia de ello, se decreta la imposición y erección del Corregimiento de las Cuatro Villas de la Hoya de Málaga, jurisdicción gobernada por un cargo denominado Corregidor, el cual ejercía su mando sobre las villas de Alhaurín, Álora, Cártama y la propia Coín, donde era normalizada su residencia continuada. 
El Siglo Ilustrado transcurre teniendo a Coín como sede del Corregimiento y con la importante aportación del obispo vasco Don Monseñor de Eulate y Santacruz, quien inició varias medidas de corte ilustrado a mediados del siglo XVIII. En el Catastro de Ensenada, realizado durante 1752 se deja ver la gran desigualdad en cuanto a la propiedad de tierras de secano (en manos de grandes propietarios absentistas y de eclesiásticos) y la gran presencia de una protoindustria basada en la transformación de cosechas de trigo y aceite especialmente, mayoritariamente propiedad igualmente de estos estamentos. Algo más adelante en el tiempo le fue concedida, por resolución de Carlos III, en 1765, el privilegio de tener Feria anual de ganado durante los días 11, 12, 13 y 14 de agosto, la primera feria oficial en la comarca, proceso que fue estudiado por el profesor Avellaneda. El impulso por el conocimiento histórico propio de la corriente ilustrada verá aparecer los primeros historiadores locales: el trinitario Fray Fernando Domínguez Noticia de la conquista, antigüedad y demás cosas notables de la villa de Coín (1773) y Antonio Agustín Jiménez de Guzmán Historia de la villa de Coín (a finales del siglo, en 1796). Según el trinitario, en 1773 el Ayuntamiento de Coín se compone de un Corregidor de Letras, seis regidores anuales, un alguacil mayor, un fiscal, un síndico personero, dos síndicos del común, dos escribanías de cabildo, cinco escribanías públicas, una escribanía de millones, una escribanía de hipotecas (anexa a la mayor de cabildo), dos procuradores, un síndico general de menores, un mayordomo de propios, dos ministros y un portero. Contaba también con una Administración de Rentas Provinciales y otra de Tabaco, así como un preceptor de gramática y un maestro de primeras letras. Sus 700 huertas producen toda clase de hortalizas y frutales, como el "albarcoque", el granado, el durazno, el peral y el membrillo. Sus campiñas proporcionaban trigo, cebada, maíz, aceite, cáñamo, lino, uva de Loja, higos, miel, pasa y seda. Tiene 20 molinos de pan moler y 14 de aceite, preindustria esta que ha perdurado hasta el siglo XXI. La población en dicho año era de 1800 vecinos.

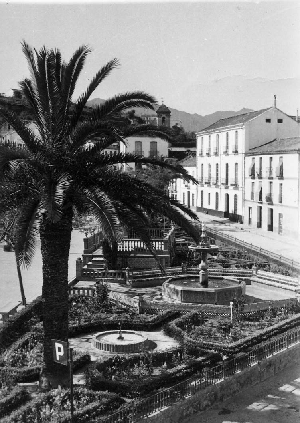
La Alameda de Coín en la década de los 1960.

### Edad Contemporánea
Durante la Guerra de la Independencia Española, Coín jugó un papel importante, ya que allí se alojó el obispo de la diócesis malagueña, Vicente de LaMadrid, en el Palacio Episcopal que se construyera allá por el siglo XVI, donde falleció en 1809. Sufrió una gran inundación en el mes de noviembre de 1831 y construyó un cementerio extramuros en 1888.
El siglo XX vio un auge industrial auspiciado tanto por coineños, como por comerciantes foráneos, y aunque no existieran personajes cercanos a la figura de terrateniente, existían las desigualdades propias del sistema capitalista. En 1897, se inaugura la primera central de electricidad en la villa; en 1913 se inauguró la línea férrea con Málaga y un par de años más tarde se solicita y llega la comunicación telefónica. Diecisiete años después, Alfonso XIII le concedió a Coín el título de ciudad y el tratamiento a su Ayuntamiento de Excelencia. Una vez llegada la Guerra Civil, Coín vivió un cruenta lucha que segó la vida de centenares de personas. Durante la dictadura franquista se vivió el exilio como en otras tantas localidades andaluzas. Décadas después, se ha ido transformando tanto la configuración política de su ayuntamiento como el aspecto o fisonomía urbanística del pueblo -dependiente antes de la agricultura e industria- en una pequeña ciudad cada vez más tendente al sector de la construcción, servicios y turismo de interior.
Continúa el crecimiento de la población y a principios del siglo XX tiene Coín 12.326 habitantes; en torno a 14.000, en 1929; 17.348 habitantes, en 1940 y 20.000, en 1950, manteniéndose en este nivel hasta los años 80, el Rey Alfonso XIII, por Real Decreto de 12 de enero de 1930, concede a Coín -por los adelantos realizados en la villa en relación con las mejoras de enseñanza, salud pública, embellecimiento y modernidad- el título de ciudad y el tratamiento a su Ayuntamiento de Excelencia.

## Monumentos y lugares de interés
En cuanto al arte local, se puede destacar varios espacios debido al entramado urbanístico precristiano, germen del actual Coín, y que constituye uno de los elementos culturales más importantes de la localidad, dado que desde hace un tiempo acá la rehabilitación -a iniciativa particular- de estos espacios está originando la aparición de elementos de singular relevancia, tales como arcos decorativos y sustentantes de épocas medievales. Estos espacios, en parte protegidos legalmente, son:
- Iglesia y Convento de Santa Maria: Situada en la plaza homónima, se eleva sobre la antigua mezquita musulmana convertida en templo católico, fue la primera parroquia de Coín, dotada en 1505 con tres beneficiados y dos sacristanes, que en 1531 fueron cinco beneficiados, un cura y varios sacristanes. Según algunos escritos, a principios del siglo XVIII se constituye en él un Beaterio de religiosas que fue transformado a mitad de siglo bajo patrocinio del obispo Eulate. Fue rehabilitado en la última década del siglo XX, variándose de manera importante, partes de la obra original. Desde que las monjas que habitaron el Convento se trasladaran a uno de nueva planta, las naves de la iglesia son utilizadas por la comunidad para usos, especialmente, culturales. A partir del año 2008, este monumento histórico cuenta con la catalogación de Bien de Interés Cultural, otorgado por la Junta de Andalucía. Se inscribe así en el Catálogo General del Patrimonio Histórico, con la categoría de Monumento.

- Iglesia de San Andrés y el Hospital de los civiles: Se edificaron en la plaza de San Andrés, pasando en 1520 a su actual ubicación. Presenta una curiosa planta en forma de L, fruto de una ampliación posterior, siendo uno de los cuatro edificios que, con esta tipología, existen en Andalucía. Destaca a la vista su claustro y la portada-espadaña, obra realizada en la segunda mitad del siglo XVIII. Actualmente está en proceso de restauración.

- Iglesia de San Juan: Situada en la plaza Baja, hoy Bermúdez de la Rubia (conocida en el pueblo con el nombre de "Plaza del Pescao"), en origen para su construcción se le asignó en 1489 parte del solar del castillo musulmán y ya se le adjudicaron bienes en 1492 y 1495 erigiéndose canónicamente en parroquia en 1505. El edificio se concluyó a mediados del siglo XVI. Es un ejemplo del grupo de iglesias columnarias del renacimiento Andaluz, en ella conviven en simbiosis los elementos clásicos, góticos y mudéjares. El decorativismo barroco se adueñó de sus muros en la reforma que recibió el edificio a mediados del XVIII. Destruido en la Guerra Civil su dorado retablo y el notable conjunto imaginero, todavía puede visionarse, además del reconstruido retablo, dos piezas singulares; la escultura de nuestra Señora de los Ángeles y la imagen de la Virgen de la Fuensanta, la cual responde, según alguna opiniones, al tipo de imagen arzonera. Probable talla gótica tardía de finales del siglo XV, tradicionalmente se cree que debió ser traída por algún caballero cristiano en la época de Reyes Católicos.

- Ermita de Nuestra Señora de la Fuensanta: Enclavada en uno de los parajes del campo coineño, el partido de Pereila, se alza su edificación en la cima del risco. La primitiva ermita data su existencia desde 1529, la actual fue construida en 1680, sufriendo varias reformas en el siglo XVIII. Destaca la decoración de la capilla mayor, concebida como camarín abierto, fechado este en 1729. Su autor José de Medina es considerado como el maestro por excelencia de los artistas posteriores a Mena. Morada esta ermita de la Virgen de la Fuensanta durante el mes de mayo, es punto de atracción y visita todo el año. "Sobre esta Ermita, hay una leyenda, la cual es muy conocido por los habitantes del pueblo y es muy interensante de conocer,  la tradición cuenta que en 1487 la Virgen de la Fuensanta se le apareció a un pastor en este lugar donde hoy se encuentra la ermita dedicada a su culto,  fue construida con el esfuerzo de todos los vecinos de este pueblo. Los trabajos comenzaron en 1544 y no se finalizaron hasta 1680, aunque parte de la única nave se acabó en 1620. La imagen de la Virgen de la Fuensanta es obra del siglo quince. Tiene 11 centímetros de altura, y según otras historias, debió ser traída por alguno de los caballeros que intervinieron en la conquista de Coín. Todos los años, el primer domingo del mes de junio se celebra una romería popular en la que participa todo el pueblo, como bien podremos observar en una de las fiestas populares de este pueblo".[6]

- Torre del antiguo Convento de Trinitarios Calzados: Se eleva en la calle Cruz y esta arquitectura pone de manifiesto el simbolismo ternario de su singular planta triangular solo ofrece dos paralelos andaluces: la torre de la iglesia de Santa Ana en Archidona y la torre del Convento de Mínimas y Marroquíes en Ecija. El conjunto del convento de trinitarios se concluye a mediados del XVIII, si bien las primeras noticias sobre su fábrica datan de mediados del siglo XVII. Imponente edificio que desapareció, es hoy la torre su último vestigio en pie y monumento emblemático de la ciudad.

- Cementerio de San Fernando: Se sitúa en El Ejido y es bendecido el día 30 de mayo de 1888, responde a unos planos previos del arquitecto burgalés, aunque residente en la capital malagueña desde 1833, Cirilo Salinas Pérez delineados en 1856. Estos planos fueron ejecutados finalmente por el maestro de obras local Francisco Moreno Flores y el perito agrónomo Miguel Salgado Vázquez. Este cementerio, que sigue activo en el presente, vino a sustituir al camposanto que fue construido en 1804 para resolver el hacinamiento dentro de algunos templos y conventos locales y cumplir la ilustrada e higiénica normativa que, desde 1787, obligaba a situar dichos recintos a extramuros de las villas y ciudades españolas.

- Cuevas Rupestres: Situada en la carretera de Marbella s/n, se hallan los vestigios de un espectacular espacio excavado en la roca denominada travertino. Su construcción ha sido asimilada por el estudioso Rafael Puertas Tricas, al siglo IX, y ha sido interpretado como monasterio suburbano.

- Entornos naturales: Coín se encuentra en un lugar privilegiado de la provincia de Málaga, cerca de las playas de la Costa del Sol, de la capital de provincia, del parque natural Sierra de las Nieves... además de tener propias joyas naturales como Barranco Blanco, Río Pereila o los pinares de los Llanos del Nacimiento.

- Las Vistillas: Cerámica Tradicional y Museo Etnográfico. Las Vistillas, situada en un enclave privilegiado en la ladera sur del Valle del Guadalhorce. Pudiendo contemplarse desde su mirador todo el valle, desde la sierra de Ronda hasta Málaga. A Través del Museo Etnográfico "Las Vistillas, Coín vida rural" podemos conocer la historia de Coín durante el Siglo XX. Ofreciendo respuestas, a través de sus contenidos, a las nuevas generaciones que quieran conocer y acercarse a su propia historia colectiva. Además podemos ver la exposición y taller de cerámica tradicional coineña.
- Parque de San Agustín: En la segunda mitad del siglo XVI, donde actualmente se sitúa este parque, se encontraba una ermita dedicada a San Sebastián. Más tarde, junto a esta, se fundó el Convento de San Agustín, pasando la ermita a ser la iglesia de ese convento, donde se veneraba al patrón de la villa, San Sebastián.  El 9 de octubre de 1680 se produjo un terremoto que originó el derrumbe de la Capilla Mayor de la iglesia de San Sebastián. Después del terremoto, se reconstruyó la capilla y, lo que quedó de ese convento se derrumbó en 1887.  Este parque se construyó sobre los restos del Convento de los Agustinos (siglo XVI), tomando de ahí su nombre y, hoy día se encuentra adornado por jardines y por centenarios Estoraques. En el centro del parque se encuentra un obelisco, en homenaje a los fallecidos en la guerra civil española (1936-1939). En el año 2019, se procedió al encendido del alumnado de la Navidad en este parque, aparte se celebran otro tipo de actividades navideñas para toda la familia como espectáculos, cabalgatas, conciertos...

## Geografía humana

### Demografía
Cuenta con una población de 25 809 habitantes (INE 2024).
| Gráfica de evolución demográfica de Coín entre 1842 y 2021                                                            |
| |
| Población de derecho según los censos de población del INE. Población de hecho según los censos de población del INE. |

### Economía

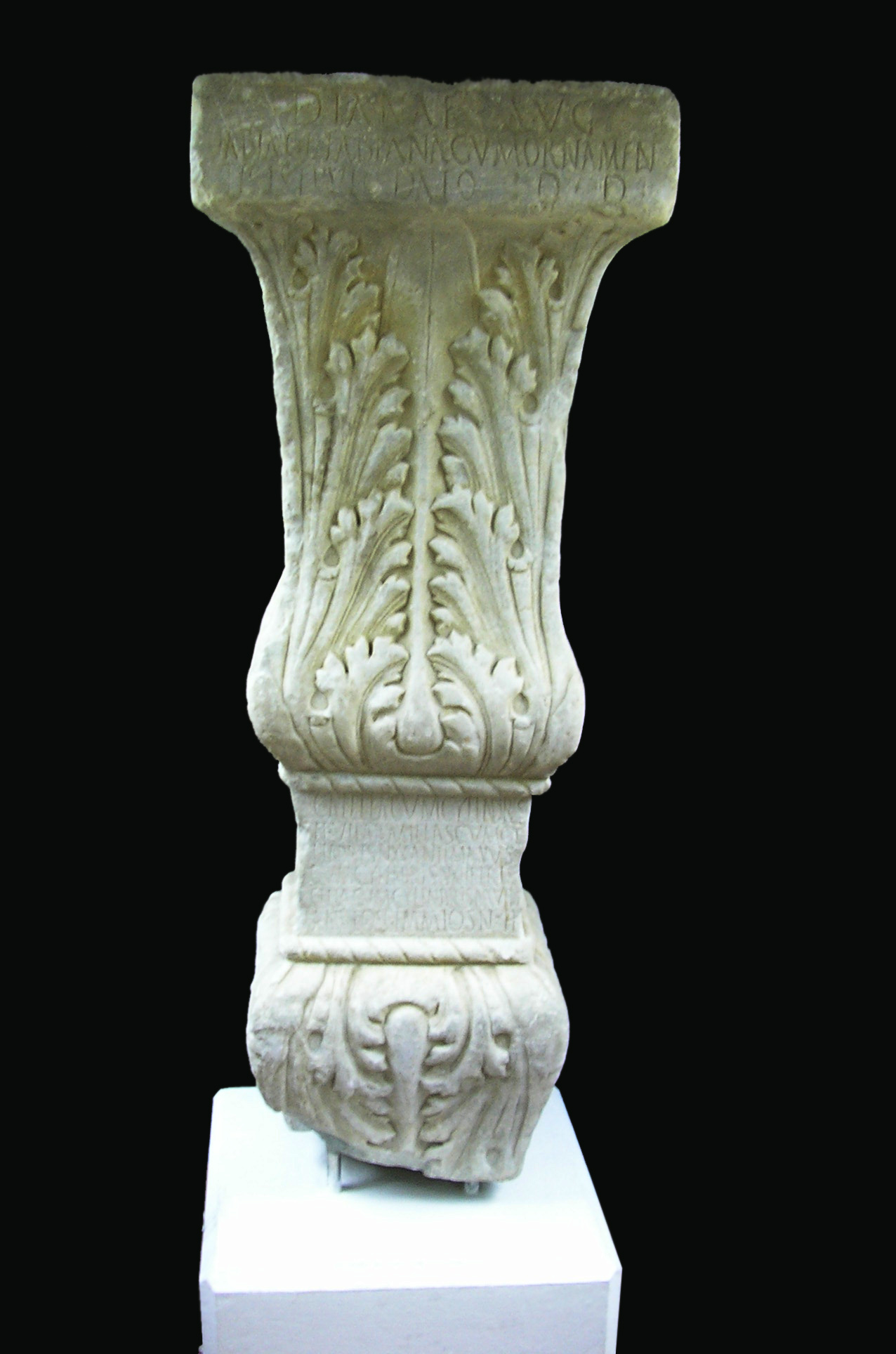
Pedestal de mármol de Coín en el Museo Municipal de Algeciras

La economía fue tradicionalmente la agricultura, coexistiendo con la minería del mármol, existente desde los tiempos romano,) y la cerámica. Esta última ha sido durante el siglo XX muy importante y conocida, teniendo un estilo de color propio llamado "Verde Coín". El taller cerámico más relevante durante el pasado siglo fue el Taller Cumbreras y en la actualidad se sigue trabajando este material de la cerámica tradicional de Coín, con más de 300 años de antigüedad por los artesanos locales.
La ciudad del cine fue un proyecto que se hizo en la zona del nacimiento para producir series televisivos, pero se ha reconvertido en una zona turística. Desde hace años, en Coín se han rodado varias series, siendo la primera la británica ElDorado para la BBC, y tras ello las teleseries andaluzas Plaza Alta y Arrayán, ambas grabadas en los estudios de Loasur, producidas por Linze TV, y emitidas por Canal Sur Televisión.
En la actualidad el turismo, la construcción, y la hostelería han sustituido a la antigua industria, quedando aún muchos ceramistas y varias canteras de donde se extrae mármol, dolomita, y arena para construcción básicamente.

#### Evolución de la deuda viva municipal
| Gráfica de evolución de Deuda viva del Ayuntamiento de Coín entre 2008 y 2020                                   |
| |
| Deuda viva del Ayuntamiento de Coín en miles de euros según datos del Ministerio de Hacienda y Función Pública. |

### Transporte

#### Transporte público
Coín no está integrado formalmente en el Consorcio de Transporte Metropolitano del Área de Málaga, aunque las siguientes líneas de autobuses interurbanos operan en su territorio:
| Línea | Trayecto                                      | Recorrido y Horarios | Plano de Líneas |
| ----- | --------------------------------------------- | -------------------- | --------------- |
| M-220 | Fuengirola-Marbella                           | Recorrido y Horarios | Plano           |
| M-221 | Fuengirola-Coín                               | Recorrido y Horarios | Plano           |
| M-232 | Coín-Málaga (por Alhaurín el Grande y Cártama | Recorrido y Horarios | Plano           |

Además de estos destinos también existen servicios de autobús interurbano hacia Guaro, Marbella, Mijas, Monda, Ojén y Tolox, operados por la misma empresa, y hacia Ronda, operado por la empresa Autocares Sierra de las Nieves.
Entre 1913 y 1965 Coín estuvo conectada con Málaga a través de Alhaurín el Grande, Alhaurín de la Torre y Churriana mediante una línea ferroviaria de los Ferrocarriles Suburbanos de Málaga. Desde la desmantelación de esta línea el municipio carece de ferrocarril.

#### Red viaria
La principal vía para tráfico rodado que atraviesa el municipio de Coín es la A-355, que lo comunica con Marbella y la Autovía del Mediterráneo a través de Monda y Ojén en dirección oeste y suroeste. Hacia el oeste esta misma vía llega hasta Cártama, donde enlaza con la Autovía del Guadalhorce, principal acceso a la capital provincial desde el Valle del Guadalhorce. También son importantes para la comunicación del municipio la A-366, que se dirige hacia Alozaina y Yunquera en dirección noroeste; la A-404, que conecta a Coín con Alhaurín el Grande; y la MA-3303, que se dirige hacia el Puerto de los Pescadores, desde donde se accede a Mijas y Fuengirola.

## Política y administración
La administración política de Coín se realiza a través de un Ayuntamiento de gestión democrática cuyos componentes se eligen cada 4 años por sufragio universal. El censo electoral está compuesto por todos los residentes empadronados en Coín mayores de 18 años y nacionales de España y de los restantes Estados miembros de la Unión Europea. Según lo dispuesto en la Ley del Régimen Electoral General, que establece el número de concejales elegibles en función de la población del municipio, la Corporación Municipal de Coín está formada por 21 concejales.
En las elecciones de 2007 el PSOE obtuvo 10 concejales frente a 5 del PP, 3 del Partido Andalucista (PA) y 1 de Izquierda Unida Los Verdes-Convocatoria por Andalucía (IULV-CA), un concejal de Agrupación Coineña (AC) y 1 de Alternativa Ciudadana Coineña (ACCO).
En las elecciones municipales del 22 de mayo de 2011, el PP obtiene por primera vez la victoria, consiguiendo además una mayoría absoluta, precedida por dos mandatos socialistas en minoría con pactos con otros partidos, uno de ellos el propio PP (en la legislatura 2003-2007). De este modo, el Ayuntamiento de Coín queda formado por tres fuerzas políticas: el PP, con 11 concejales; el PSOE, con 8 concejales; e IULV-CA, con dos representantes. Cabe destacar que el histórico Partido Andalucista de Coín (PA), que gobernó en 4 mandatos, se queda sin representación en el Consistorio.   
En las Elecciones Municipales de 2015, gana por mayoría absoluta el Partido Popular de Fernando Fernández Tapia-Ruano que se convierte en alcalde de Coín durante dos legislaturas (2011/2015 y 2015/2019), aunque en la última legislatura, entre enero y febrero, deja la alcaldía en manos de Francisco Santos Cantos, tras ser designado delegado territorial de Agricultura, Ganadería, Pesca y Desarrollo Sostenible de la Junta de Andalucía en Málaga.
En mayo de 2019, vuelve a ganar con mayoría absoluta el Partido Popular en Coín con 11 concejales, con Francisco Santos Cantos a la cabeza, que se convierte en el actual alcalde de este municipio del Valle del Guadalhorce. El PSOE obtuvo 6 concejales, Adelante Coín consiguió 2 concejales y tanto Ciudadanos como Andalucía por Sí con un concejal, respectivamente.
| Periodo   | Nombre                                                                            | Partido       |
| --------- | --------------------------------------------------------------------------------- | ------------- |
| 1979-1983 | Salvador González González                                                        | PSA           |
| 1983-1987 | Juan José Rodríguez Osorio                                                        | PSOE-A        |
| 1987-1991 | Salvador González González                                                        | PA            |
| 1991-1995 | Francisco Moreno Ordóñez Juan Carlos Lomeña Villalobos Juan José Rodríguez Osorio | PSOE-A U.C.I. |
| 1995-1999 | Juan José Rodríguez Osorio                                                        | PA            |
| 1999-2003 | Juan José Rodríguez Osorio                                                        | PA            |
| 2003-2007 | Gabriel Jesús Clavijo Sánchez                                                     | PSOE-A        |
| 2007-2011 | Gabriel Jesús Clavijo Sánchez                                                     | PSOE-A        |
| 2011-2015 | Fernando Fernández Tapia-Ruano                                                    | PP            |
| 2015-2019 | Fernando Fernández Tapia-Ruano                                                    | PP            |
| 2019-2023 | Francisco Javier Santos Cantos                                                    | PP            |

### Administración judicial
Coín es la cabeza del partido judicial número 10 de la provincia de Málaga, cuya demarcación comprende a su municipio y los municipios vecinos de Alhaurín el Grande, Guaro, Monda y Tolox, atendiendo a la población en tres juzgados de instrucción y primera instancia.

### Medios de comunicación
Coín cuenta con un canal de televisión pública de gestión municipal y otro de radio: Canal Coín Televisión y Canal Coín Radio.

## Cultura

### Fiestas populares
- Fiesta de la naranja: mes de Mayo. Durante el mes de mayo se produce la conclusión de la recogida de las naranjas, fruta abundante en cantidad y calidad en el municipio de Coín. Este es el principal motivo de esta festividad, donde vecinos del pueblo festejan el fin de la temporada de recogida de naranjas. Además, en la celebración de esta fiesta, la cual lleva celebrándose alrededor de 22 años, los vecinos promocionan productos y comidas típicas del pueblo: sillas de nea, alimentos ecológicos, dulces típicos... Por último, todos los visitantes están invitados a la degustación gratuita de una "sopa hervía" elaborada por los propios vecinos del pueblo; al mismo tiempo, agrupaciones musicales y teatrales exponen sus obras, creando así un cómodo ambiente festivo.
- Semana Santa: primeras semanas de Abril.

- Domingo de Ramos. Durante el día de Domingo de Ramos, la Cofradía Nuestro Padre Jesús Nazareno hace estación de penitencia en el pueblo de Coín, con un singular paso titulado "La pollinica". Durante toda la procesión, los vecinos del pueblo acompañan al trono con ramas de olivo u hojas de palma. La salida de la procesión tiene lugar desde la Plaza José Bermúdez de la Rubia, lugar en el que también concluye el recorrido.
- Miércoles Santo. Durante el Miércoles Santo, la Hermandad del Cristo del Perdón y de la Vera Cruz saca a las calles de Coín dos titulares, "El Cristo del Perdón y de la Vera Cruz" y "La Virgen de la Esperanza". En esta ocasión, el trono del cristo es portado por hombres, mientras que el trono de la virgen es portado por mujeres en su totalidad. Además, en la Plaza Alameda se lleva a cabo un emotivo encuentro, dónde se escenifica el encuentro de ambas imágenes; todo ello acompañado por las marchas de los músicos de dicha hermandad. Por último, desde 2017 la Hermandad del Cristo del Perdón y de la Vera Cruz realiza una escenificación en vivo anterior a la salida procesional, donde vecinos del pueblo participan en esta representación teatral auto sacramental.
- Jueves Santo. El Jueves Santo es el "día grande" en el pueblo de Coín, debido a la importancia de las imágenes que hacen su estación de penitencia. La Hermandad de la Santísima Virgen de los Dolores y la Cofradía de Nuestro Padre Jesús Nazareno comparten las calles del pueblo, donde la virgen porta una manto verde bordado en oro y el cristo porta sobres sus hombros una cruz de madera y una corona de espinas sobre su cabeza. Una peculiaridad de este día es el encuentro que se realiza en la plaza San Agustín, donde la virgen se "arrodilla" a su hijo, quien va camino a ser crucificado... bajo los miles de miradas de los vecinos de Coín. Otra peculiaridad de este día, es la bendición que se lleva a cabo en la Plaza José Bermúdez de la Rubia: una vez finalizada la procesión, el Cristo Jesús Nazareno, antes de ser guardado en su capilla, bendice a todos los vecinos de Coín... a través de un mecanismo dirigido.
- Viernes Santo. El Viernes Santo se caracteriza por ser un día de luto y tristeza, debido a la muerte de Jesús. Durante este día, la Hermandad de la Santísima Virgen de los Dolores y la Cofradía Nuestro Padre Jesús Nazareno "modifican" sus pasos procesionales. La virgen pasa a portar un manto negro como símbolo del luto y tristeza que siente por la muerte de su hijo; esta será acompañada por el Santo Sepulcro, trono en el que se encuentra el cuerpo sin vida de su hijo. Por último, en la madrugada tiene lugar el acto procesional de la Virgen de la Soledad; procesión caracterizada por el silencio y el rezo.
- Domingo Resurrección. Durante este día, la Cofradía de Nuestro Padre Jesús Nazareno pone punto final a la Semana Santa en Coín, con la salida procesional del Cristo Resucitado.
- Fiestas de Primavera: 1,2 y 3 Mayo. La causa de esta festividad es la actividad predominante del pueblo, donde muchos de sus habitantes de dedican a la agricultura y la ganadería. El objetivo de estas fiestas es hacer homenaje a estas personas y dar "gracias" por la fertilidad de sus tierras. Además, el 1 de mayo se lleva a cabo el traslado de la Virgen de la Fuensanta, desde la iglesia San Juan Bautista     hasta su ermita, donde permanecerá hasta el día 2 de junio. Durante el traslado, todo el pueblo la "acompaña" con rezos y cantos. Por último, el día 3 de mayo se celebra el Día de la Cruz. Durante este día, los vecinos de Coín adornan sus calles con flores, manteles y objetos característicos del pueblo; además de la elaboración de una gran cruz floral. Por el día, estas calles son visitadas por el Cristo del Perdón y de la Vera Cruz, portado por vecinos del pueblo. Por la noche, tiene lugar la procesión del Cristo del Perdón y de la Vera Cruz.
- Romería de la Virgen de la Fuensanta: primer fin de semana de Junio. Tras haber sido trasladada desde la iglesia San Juan Bautista hasta su ermita, la Virgen de la Fuensanta es llevada de vuelta a la iglesia, donde pasa la gran mayoría del año. Durante este día, romeros y romeras recorren el camino desde el pueblo hasta la ermita, donde se encuentra la Virgen de la     Fuensanta. Al final del día, se celebra una misa en honor a la Virgen de la Fuensanta en el "Llano de la Marías", donde los romeros y romeras pasan todo el día y la noche. Al día siguiente, domingo, tiene lugar el regreso de la virgen hacia Coin. El regreso se caracteriza porque la virgen es soportada por una carreta de bueyes, adornada de forma floral.
- Feria de Agosto: 15 de agosto. La feria de agosto se caracteriza por estar "dedicada" a la patrona del pueblo, la Virgen de la Fuensanta. El origen de esta festividad se remonta al siglo XVIII, cuando Carlos III en 1765 concedió al pueblo de Coín el privilegio de celebrar estas fiestas entre los días 10 y 14 de agosto. Durante estos días, el pueblo sale a la calle a celebrar las fiestas con música, comida, bebida y un espíritu festivo. Por último, el día 15 de agosto se celebra una misa en honor a la  Virgen de la Fuensanta, con una posterior procesión por las calles del pueblo.
- Nochevieja: 31 de Diciembre. El día 31 de diciembre es una fecha marcada por todos los habitantes del pueblo, dado que es una de sus principales fiestas. La fiesta de Nochevieja resalta a Coín sobre los demás pueblos y ciudades españolas, dado que es el único pueblo y ciudad que celebra de una forma tan especial la entrada del nuevo año. En la noche de este día, todo el pueblo sale a la calle disfrazado con atuendos y disfraces, como si de un gran carnaval se tratase. Disfrazados, todos los vecinos del pueblo se concentran en la Plaza Bermúdez de la Rubia, conocida por los habitantes como "Plaza del Pescao"; una vez allí, las campanas de la iglesia marcan el nuevo año y a partir de ese momento comienza la fiesta. Música, disfraces, alegría y humor son las tónicas dominantes durante toda la noche, la cual continua en la Plaza de la Alameda... donde se habilita una gran carpa con música.

### Artesanía
En Coín se producen artesanalmente objetos de alfarería, artículos de esparto y de palma, cerámica y sillería.
Una actividad interesante es Las Vistillas museo tecnológico y cerámica tracidional, una finca de interés turístico-cultural que integra un taller de cerámica para trabajar la centenaria cerámica coineña, y un museo etnográfico. A través de los contenidos del museo, los visitantes conocerán la historia del Valle del Guadalhorce durante el siglo XX. El museo pretende ser un soporte al sistema educativo, ofreciendo diferentes programas para la visita de escolares. Además podrán pasear por sus exteriores y contemplar todo el valle desde su mirador.
Las Vistillas se puede visitar de forma particular o en grupos (requiere reserva previa). Además puedes adquirir una de las experiencias culturales que ofrecemos: Sesión de Torno, Sesión de Rakú o La Trilla.

### Gastronomía
La gastronomía coineña está basada en los alimentos que produce su huerta, con los que se elaboran la sopa hervía, sopa poncima, gazpacho o gazpachuelo. En invierno es muy consumida la berza con pringá, que se suele acompañar con pan amasado a puño y cocido en horno de leña disponible en las tahonas de la ciudad. También se produce y consume chorizo, morcilla, salchichón, morcón y lomo en manteca, además de la naranja.
Distintos dulces se elaboran según la época del año. Así, los rosquetes de huevo se hacen en Semana Santa y las rosquillas de hochío y empanadillas, en Navidad. Otros productos de repostería destacados son el pan de higo, las pasas en aguardiente y las gachas con arrope.
Las hermanas clarisas del actual Monasterio de Santa María de la Encarnación, sito en el Paseo de San Juan Pablo II, elaboran unos deliciosos dulces, panes, ..., participando en varias Ferias de productos monacales de España.